# ماري مايرز (متزلجة)
ماري مايرز (بالإنجليزية: Mary Meyers)‏ هي متزلجة أمريكية، ولدت في 10 فبراير 1946 في سانت بول في الولايات المتحدة.

## وصلات خارجية
- ماري مايرز على موقع SpeedSkatingBase.eu (الإنجليزية)
- ماري مايرز على موقع SpeedSkatingNews.info (الإنجليزية)
- ماري مايرز على موقع SpeedSkatingStats.com (الإنجليزية)
- ماري مايرز على موقع أوليمبيديا (الإنجليزية)